# Kosma i Damian
Kosma i Damian (gr. Κοσμάς και Δαμιανός, cs. Святые бессребреники Косма и Дамиан) – bracia, prawdopodobnie bliźniacy, lekarze rzymscy, męczennicy wczesnochrześcijańscy, święci Kościoła katolickiego i prawosławnego. Według tradycji zginęli 26 września 283 lub 303 roku. Święci ci są wymieniani w Modlitwie Eucharystycznej (łac. Communicantes) Kanonu rzymskiego.

## Życie
Kosma i Damian urodzili się w III wieku i pochodzili z Cyru (Cyrrhus, arab. Ḳūrus) na terenie Syrii w Azji Mniejszej. Ojciec, z pochodzenia Grek, był poganinem, matka św. Teodozja chrześcijanką. Teodozja, wcześnie owdowiawszy, pozostała cnotliwą i pobożną osobą.
Bracia z domu wynieśli wiarę oraz miłość do Boga i bliźnich, co wraz z łaską Bożą czyniło ich zdolnymi do wielkich czynów, aż do oddania życia za wiarę.

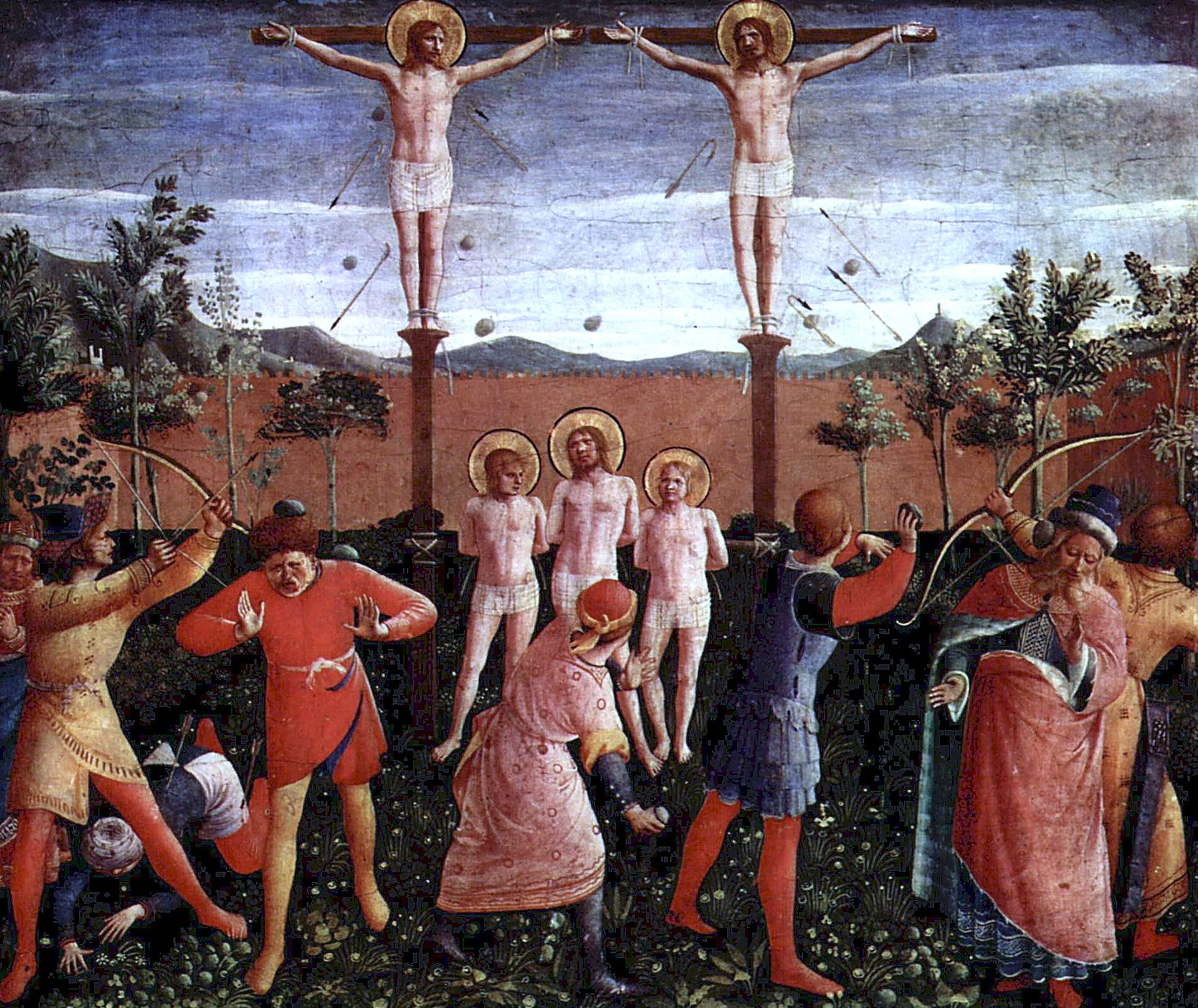
Męczeństwo świętych Kosmy i Damiana (fresk Fra Angelico).

Byli zdolnymi lekarzami, cieszącymi się wielką sławą. Szczególną estymę wśród ludności zyskali, nie pobierając honorariów za swoją pracę. Leczyli wszystkich. Szczególną troską otaczali biednych. Lecząc chorych pogan, często zdobywali ich dla Chrystusa.
W czasie prześladowań chrześcijan za cesarza Dioklecjana Kosma wraz z bratem byli torturowani i ścięci mieczem. Śmierć męczeńską ponieśli w Cyrze, jak świadczy o tym biskup tego miasta Teodoret z Cyru. Tam też obaj zostali pochowani.

## Kult
Grób ich wnet zasłynął cudami i stał się celem licznych pielgrzymek. Lud wierzył, że skoro za życia leczyli ciała i dusze, to tym bardziej w Niebie mogą uzyskać dla nich wiele łask. Nad grobem w Cyrze wzniesiono bazylikę. Kult ich rozpowszechniał się w całym Kościele.
Kosma i Damian są patronami Florencji, lekarzy, aptekarzy, farmaceutów, chirurgów, dentystów, cyrulików, cukierników i wydziałów medycznych.
Ich wspomnienie liturgiczne w Kościele katolickim obchodzone jest 26 września.
Cerkiew prawosławna wspomina świętych cudotwórców 1/14 listopada
, tj. 14 listopada według kalendarza gregoriańskiego.
W ikonografii św. Kosmę przedstawia się zazwyczaj z bratem, św. Damianem, w bogatych szatach, często z pudełkiem na kosztowności i wonności, z moździerzem (do rozcierania ziół) oraz narzędziami ich tortur i śmierci (kamienie lub miecz).